# Maria Favart
Maria Favart est une actrice française, née le 16 février 1833 à Beaune et morte le 11 novembre 1908 à Paris 17e .

## Biographie
De son vrai nom Pierrette-Ignace-Maria Pingaud, elle obtient en 1847 un premier accessit de tragédie et le deuxième prix de comédie dans la classe de Samson au Conservatoire. Elle débute à la Comédie-Française le 19 mai 1848 puis joue au théâtre des Variétés. Elle retourne à la Comédie française en 1852 où elle interprète de très nombreux rôles. Elle est adoptée en 1862 par M. Favart, ancien consul ; il meurt en 1867.
Le 1er janvier 1880, elle fait valoir ses droits à la retraite, mais reste pensionnaire jusqu'au 16 janvier 1881. Elle fait alors des tournées, dont l'une en Russie avec Coquelin aîné. À l'Odéon elle interprète le rôle de la Renaude dans L'Arlésienne d'Alphonse Daudet, musique de Georges Bizet, à l'occasion de la 500e le 28 janvier 1905.

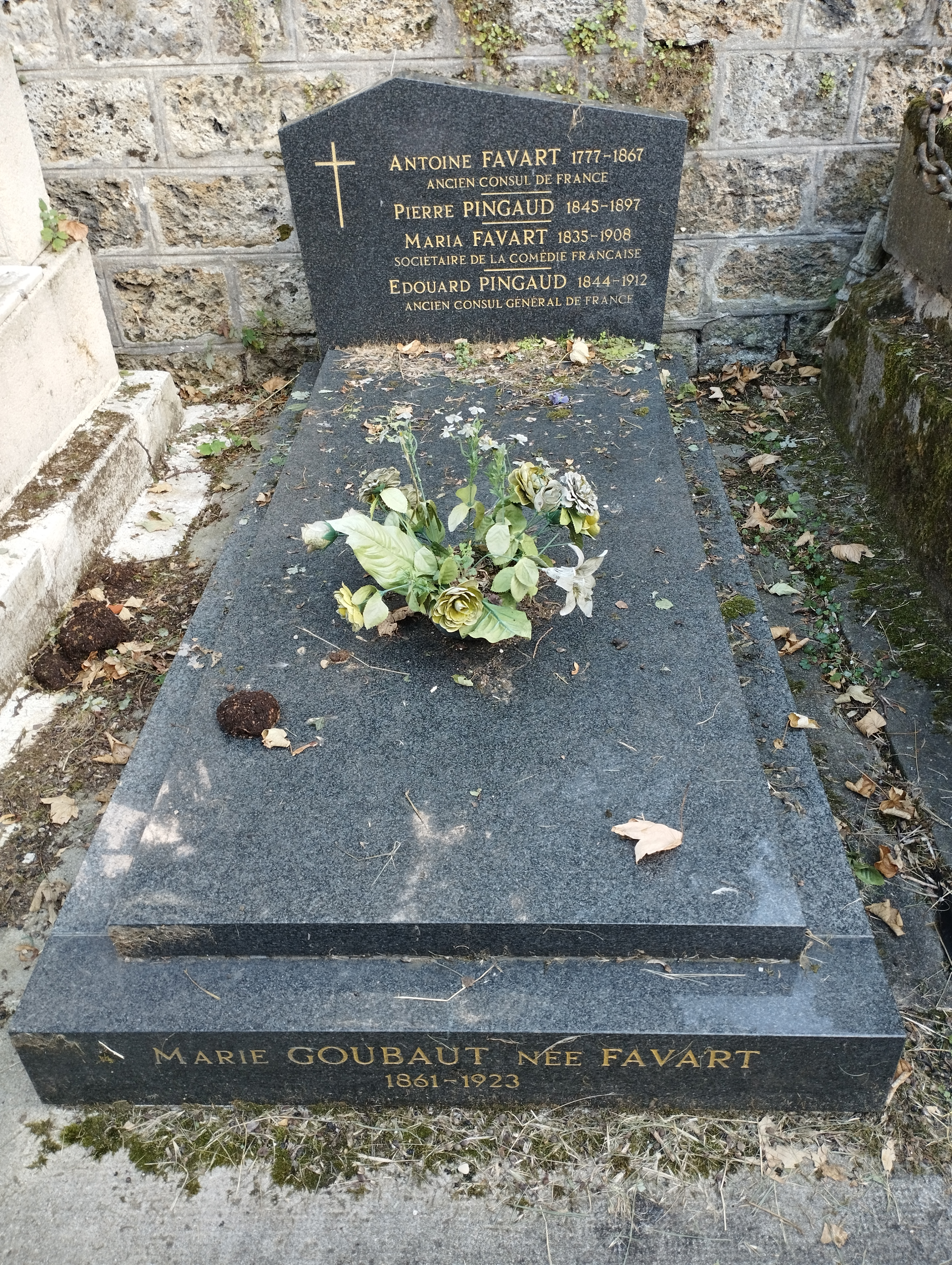
Tombe d'Antoine-Pierre-Charles Favart, Maria Favart et Édouard Pingaud au cimetière de Montmartre (division 25).

Elle est inhumée au cimetière de Montmartre (division 25).

## Théâtre

### Carrière à la Comédie-Française
Maria Favart entre à la Comédie-Française en 1848. Elle est nommée 278e sociétaire en 1854. Elle prend sa retraite en 1879 mais y demeure à titre de pensionnaire jusqu'en 1881. Ses plus grands succès sont situés entre 1843 et 1870.
- 1848 : Le Vrai Club des femmes de Joseph Méry : Mme Aldini
- 1848 : Phèdre de Jean Racine : Ismène
- 1848 : Les Plaideurs de Jean Racine : Isabelle
- 1848 : Andromaque de Jean Racine : Céphise
- 1848 : Blaise Pascal de Costa : Agnès
- 1848 : Tartuffe de Molière : Mariane
- 1848 : Bajazet de Jean Racine : Zaïre
- 1848 : Le Misanthrope de Molière : Eliante
- 1848 : Iphigénie de Jean Racine : Iphigénie
- 1848 : André del Sarto d'Alfred de Musset : Cesario
- 1848 : Daniel de Charles Lafont[4] : Saphira
- 1849 : Adrienne Lecouvreur d'Eugène Scribe et Ernest Legouvé : la comtesse
- 1849 : La Mère coupable de Beaumarchais : Florestine
- 1849 : Le Mariage de Figaro de Beaumarchais : Fanchette
- 1849 : La Chute de Séjan de Victor Séjour : Léo
- 1849 : Le Testament de César de Jules Lacroix et Alexandre Dumas : le coryphée
- 1850 : Charlotte Corday de François Ponsard : une dame
- 1850 : Athalie de Jean Racine : Salomith
- 1850 : Horace et Lydie de François Ponsard : Béroé
- 1850 : Héraclite et Démocrite d'Édouard Foussier : Lucile
- 1850 : Le Mariage de Figaro de Beaumarchais : Chérubin
- 1850 : Un mariage sous la Régence de Léon Guillard : la première heure
- 1850 : Les Contes de la reine de Navarre d'Eugène Scribe et Ernest Legouvé : Isabelle
- 1853 : Sullivan de Mélesville : Lélia
- 1853 : Phèdre de Jean Racine : Aricie
- 1853 : George Dandin de Molière : Angélique
- 1853 : Le Mariage forcé de Molière : Dorimène
- 1854 : Bajazet de Jean Racine : Atalide
- 1856 : Comme il vous plaira de George Sand d'après William Shakespeare: Rosalinde
- 1856 : Britannicus de Jean Racine : Junie
- 1858 : Dom Juan de Molière : Elvire
- 1860 : Athalie de Jean Racine : Zacharie
- 1860 : Andromaque de Jean Racine : Andromaque
- 1862 : Le Mariage de Figaro de Beaumarchais : la comtesse
- 1862 : Dolorès de Louis Bouilhet : Dolores
- 1862 : Mithridate de Jean Racine : Monime
- 1863 : Esther de Jean Racine : Esther
- 1864 : Le Gendre de monsieur Poirier d'Émile Augier et Jules Sandeau : Antoinette
- 1867 : Hernani de Victor Hugo : Dona Sol
- 1868 : Paul Forestier d'Émile Augier : Léa de Clers
- 1869 : Les Faux ménages d'Édouard Pailleron : Esther
- 1862 : Gabrielle d'Émile Augier : Gabrielle
- 1862 : Julie d'Octave Feuillet : Julie
- 1862 : Lions et Renards d'Émile Augier : Catherine de Birague
- 1871 : Adrienne Lecouvreur d'Eugène Scribe et Ernest Legouvé : Adrienne Lecouvreur
- 1873 : Marion de Lorme de Victor Hugo : Marion de Lorme
- 1877 : Jean Dacier de Charles Lomon[5] : Marie
- 1878 : Le Misanthrope de Molière : Arsinoé

### Hors Comédie-Française
- 1852 : La Vie de bohème de Henry Murger et Théodore Barrière, théâtre des Variétés : Mimi
- 1881 : Lucrèce Borgia de Victor Hugo, théâtre de la Gaîté : Lucrèce Borgia
- 1886 : Les Fils de Jahel de Simone Arnaud, théâtre de l'Odéon : Jahel
- 1899 : Athalie de Jean Racine, théâtre des Célestins (Lyon) : Esther